# Папа і Патріарх Александрійський і всієї Африки
Папа і Патріарх Александрійський і всієї Африки (повний титул: грец. Ἡ Αὐτοῦ Θειοτάτη Μακαριότης ὁ Πάπας καί Πατριάρχης τῆς Μεγάλης Πόλεως Ἀλεξανδρείας, Λιβύης, Πενταπόλεως Αἰθιοπίας, πάσης γῆς Αἰγύπτου καί πάσης Ἀφρικῆς, Πατήρ Πατέρων, Ποιμήν Ποιμένων, Ἀρχιερεύς Ἀρχιερέων, τρίτος καί δέκατος τῶν Ἀποστόλων καί Κριτής τῆς Οἰκουμένης, Блаженнійший, Божественнійший і Святійший Отець і Пастироначальник, Папа і Патріарх Великого Города Александрії, Лівії, Пентаполя, Ефіопії, всього Єгипту і всієї Африки, Отець Отців, Пастир Пастирів, Архієрей Архієреїв, Тринадцятий Апостол і Суддя Усесвіту) — офіційний титул предстоятеля Православної церкви Александрії. Православна Александрійська Церква — одна з найдавніших, заснована святим апостолом і євангелістом Марком, в диптиху Православних Церков стоїть другою, після Константинопольської і перед Антіохійською. Патріарша резиденція знаходиться в Александрії.
З усіх православних патріархів тільки у Патріарха Александрійського є титул Папи.

## Історія титулу
За шостим каноном Першого вселенського собору (325) і другим каноном Другого Вселенського собору (381), влада Александрійського єпископа поширювалася «на весь Єгипет».
З середини III століття Александрійський єпископ носить почесний титул Папи. Першим предстоятелем Александрійської церкви, згаданим як Папа, був Іраклій Александрійський (231—248). З 451 року за Александрійським єпископом також утвердився титул патріарха. До піднесення Константинополя Александрія була головним християнським центром у Східній Римській імперії.
З ім'ям Патріарха Теофіла ІІ пов'язаний переказ про розв'язання їм близько 1015 року суперечки візантійського імператора Василя II і Константинопольського Патріарха Сергія II, за що Александрійський Первосвятитель удостоївся титулу «Судді Усесвіту» (Κριτής της Οικουμένης), отримав право носити дві єпитрахилі і тіару.
Патріарх Мелетій II (1926—1935) поширив юрисдикцію Александрійського патріархату на всю Африку, замінивши в титулі Александрійського патріарха слова «всього Єгипту» на «всієї Африки».
З 9 жовтня 2004 року предстоятелем Александрійської Православної церкви є Феодор II. 
8 листопада 2019 патріарх Феодор II визнав Томос про автокефалію Православної Церкви України та вніс до свого диптиху її предстоятеля Митрополита Епіфанія.
.